# Louis IX de Bavière
Pour les articles homonymes, voir Louis IX (homonymie).
Louis IX, dit « le Riche » (en allemand : der Reiche), né le 23 février 1417 à Burghausen et mort le 18 janvier 1479 à Landshut, est un prince de la maison de Wittelsbach, fils de Henri XVI le Riche. Il fut duc de Bavière-Landshut de 1450 à sa mort. 
Le deuxième des trois célèbres « ducs riches » qui ont régné sur la Bavière-Landshut au XVe siècle, il engagea la guerre contre le margrave Albert Achille de Brandebourg-Ansbach. En 1472, il a fondé l'université d'Ingolstadt, la future université Louis-et-Maximilien de Munich.

## Biographie

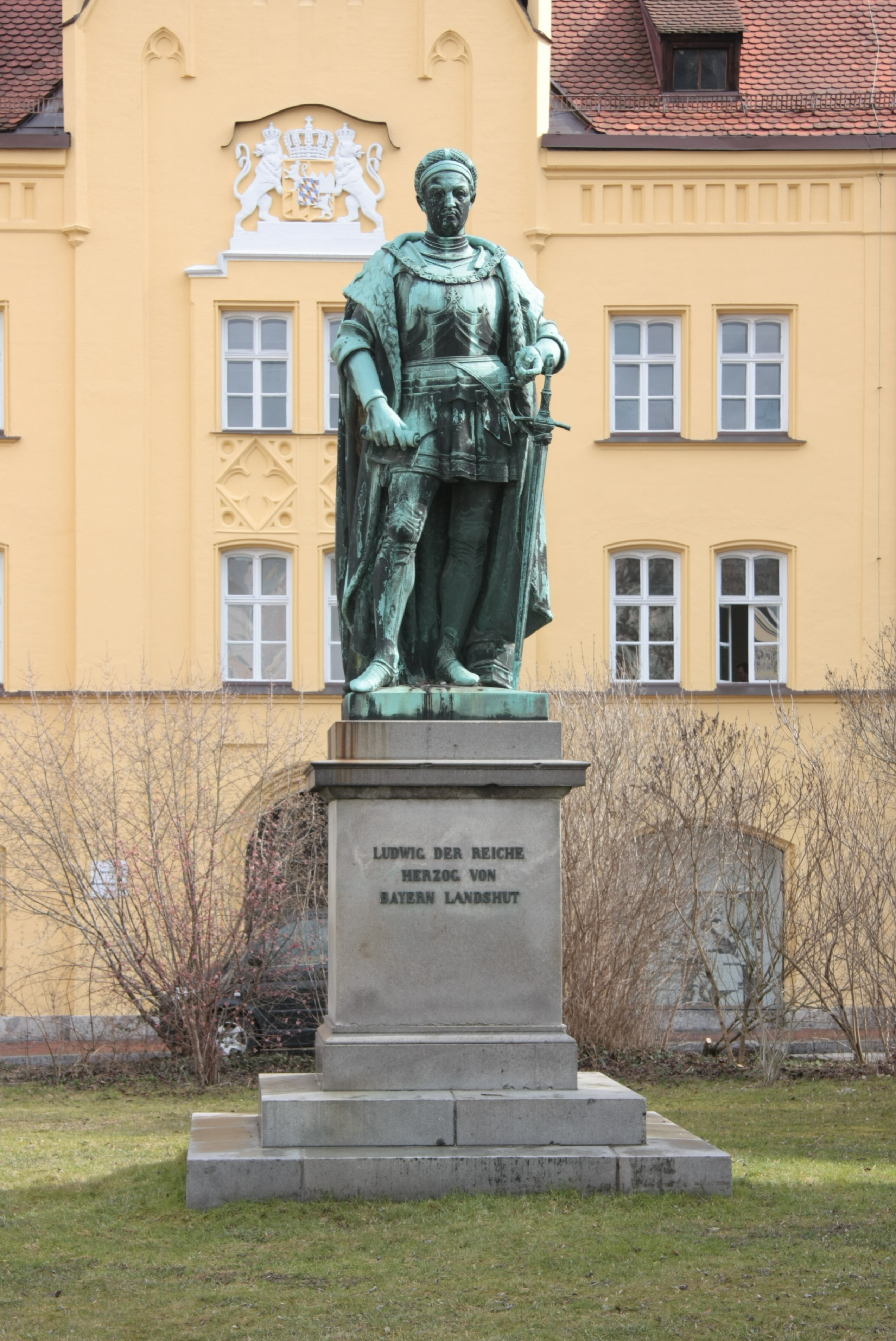
Statue de Louis le Riche à Landshut.

Né au château de Burghausen, Louis est le fils de Henri XVI (1386-1450), duc de Bavière-Landshut depuis 1393, et de son épouse Marguerite de Habsbourg (1395-1447), fille du duc Albert IV d'Autriche. Il succède à la tête du duché de Bavière-Landshut après la mort de son père le 30 juillet 1450 et il hérita également de la plus grande partie de l'ancien duché de Bavière-Ingolstadt. La résidence des « ducs riches » était le château de Trausnitz à Landshut, une fortification qui a atteint des dimensions énormes. Ils tirent leur richesse surtout des mines à Reichenhall et à Kitzbühel.
Dès la prise de possession de Louis, il a fait chasser les Juifs qui avaient rejeté le baptême de son duché ; il suit ainsi l'exemple de son cousin Albert III de Bavière-Munich.
En été 1456, il envahit la ville libre impériale de Dinkelsbühl. Après qu'il assiégea et conquit la ville libre de Donauwörth deux ans plus tard, , et l'empereur Frédéric III a décidé d'intervenir : en 1459, la mise au ban de l'Empire est prise à l'encontre de Louis et le margrave Albert Achille de Brandebourg-Ansbach a la charge d'exécuter la proscription. Johann von Eych, l'évêque de Eichstätt, a joué un rôle de médiateur ; néanmoins, le duc a déclaré la guerre en occupant les villes d'Eichstätt et de Roth avec ses troupes. Il en est résulté un conflit prolongé avec le margrave issu de la maison de Hohenzollern jusqu'à ce que la paix soit faite à Prague en 1463. Dans la bataille de Giengen le 19 juillet 1462, Louis bat son ennemi Albert III qui a essayé de prolonger son influence en Franconie et le 23 août de cette année a été conclue une trêve à Nuremberg.
Louis eut la permission du pape Paul II pour essayer de ramener les couvents de son duché à l'observance de la règle. Le 26 juin 1472, il fonde l'université d'Ingolstadt, déplacée à Landshut en 1800 et enfin à Munich. En 1475, il organise le mariage à Landshut de son fils Georges avec la princesse Edwige Jagellon, fille du roi Casimir IV de Pologne, l'une des plus belles fêtes du Moyen Âge.

## Mariage et descendance
Le 21 février 1452, avec une cérémonie solennelle, Louis épouse Amélie (1436-1501), issue de la maison de Wettin, fille de l'électeur Frédéric II de Saxe. De cette union naquirent quatre enfants :
- Élisabeth (1453-1457) ;
- Georges « le Riche » (1455-1503), duc de Bavière-Landshut ;
- Marguerite (1456-1501), qui épouse en 1474 l'électeur palatin Philippe Ier ;
- Anne (1462).